# 湯姆·卡瓦納夫
湯姆·卡瓦納夫（Thomas Patrick "Tom" Cavanagh，1963年10月26日—）是加拿大的一位演員。他出演過眾多美國電視劇。卡瓦納夫是出生在渥太華的一個愛爾蘭裔的天主教家庭。 著名作品包括於《閃電俠》飾演哈里森‧威爾斯博士。並於部分集數擔任導演。

## 簡介
2014年起，Cavanagh一直參與CW電視台影集《閃電俠》主演，扮演了Harrison Wells博士的各分身。第一季中扮演Eobard Thawne / Reverse-Flash，同時在第一季中扮演Earth-1的Wells，也在CW的超級英雄搏擊俱樂部宣傳片中扮演這個角色，這個角色在2017年的四部劇集的交叉活動“地球上的危機-X”中再次出場。第二季扮演地球-2的“哈利”威爾斯。第三季的地球19的HR。同樣在第三季中，他演奏了另外三個doppelgängers（來自地球-17的蒸汽朋克風格，英國口音的分身，來自未命名的地球的鄉巴佬和來自另一個未命名的地球的講法語的啞劇演員），作為浮雕，他在第三季“The Once and Future Flash”中的導演處女作。第四季中，Cavanagh以地球2的哈利出場，另外扮演其他六個版本的Wells：地球12的Harrison Wolfgang Wells，地-47的H. Lothario Wells，地球22的半人/半機Wells 2.0，來自地球13的魔法師，地球-24和惠普的桑尼威爾斯地球25。第五季，Cavanagh出現在偵探Sherloque Wells身上，並執導第100集。

## 外部連結
- 湯姆·卡瓦納夫在互联网电影资料库（IMDb）上的資料（英文）
- 湯姆·卡瓦納夫的X（前Twitter）
- 湯姆·卡瓦納夫的Facebook專頁